# Roger Siffer

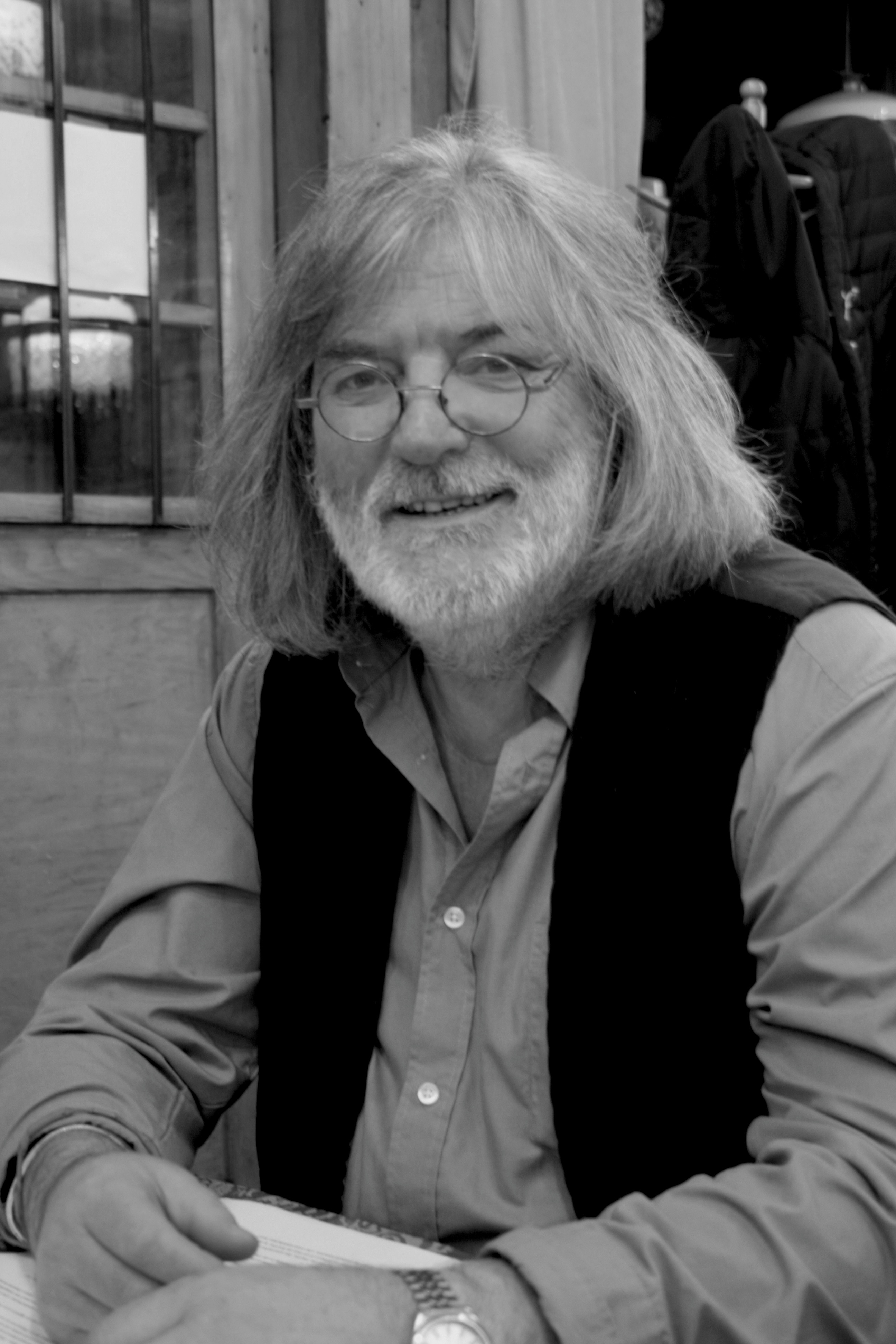
Roger Siffer, 2012

Roger Siffer (* 1948 in Villé (Weiler), Arrondissement Sélestat-Erstein) ist ein elsässischer Kabarettist, Liedermacher, Sänger und künstlerischer Leiter des „Théâtre de la Choucrouterie“ in Straßburg.

## Leben
Siffer begann ein Studium der Philosophie in Straßburg, das er zugunsten der Musik kurz vor dem Abschluss abbrach. Sein erster großer öffentlicher Auftritt fand im Alter von 20 Jahren beim alljährlichen Sauerkrautfest in Colmar statt, vor „2000 Leuten und einer schlechten Anlage“. Er verblüffte sein Publikum durch die französischsprachige Version US-amerikanischer Rockmusik wie etwa die seines großen Vorbilds Bob Dylan. Lyrisch wurde er mehr von den Chansonniers Léo Ferré und Georges Brassens beeinflusst. Der Straßburger Kulturpolitiker und Kabarettist Germain Muller lud Siffer ein, auf dessen Bühne, dem Barabli, Songs und Sketche zu spielen. Er fing zuerst mit Kinderreimen und Coverversionen an, doch Muller drängte ihn zum Verfassen eigener Texte. Zwei Jahre dauerte seine „Lehrzeit“ beim „Barabli“.

### Théâtre de la Choucrouterie

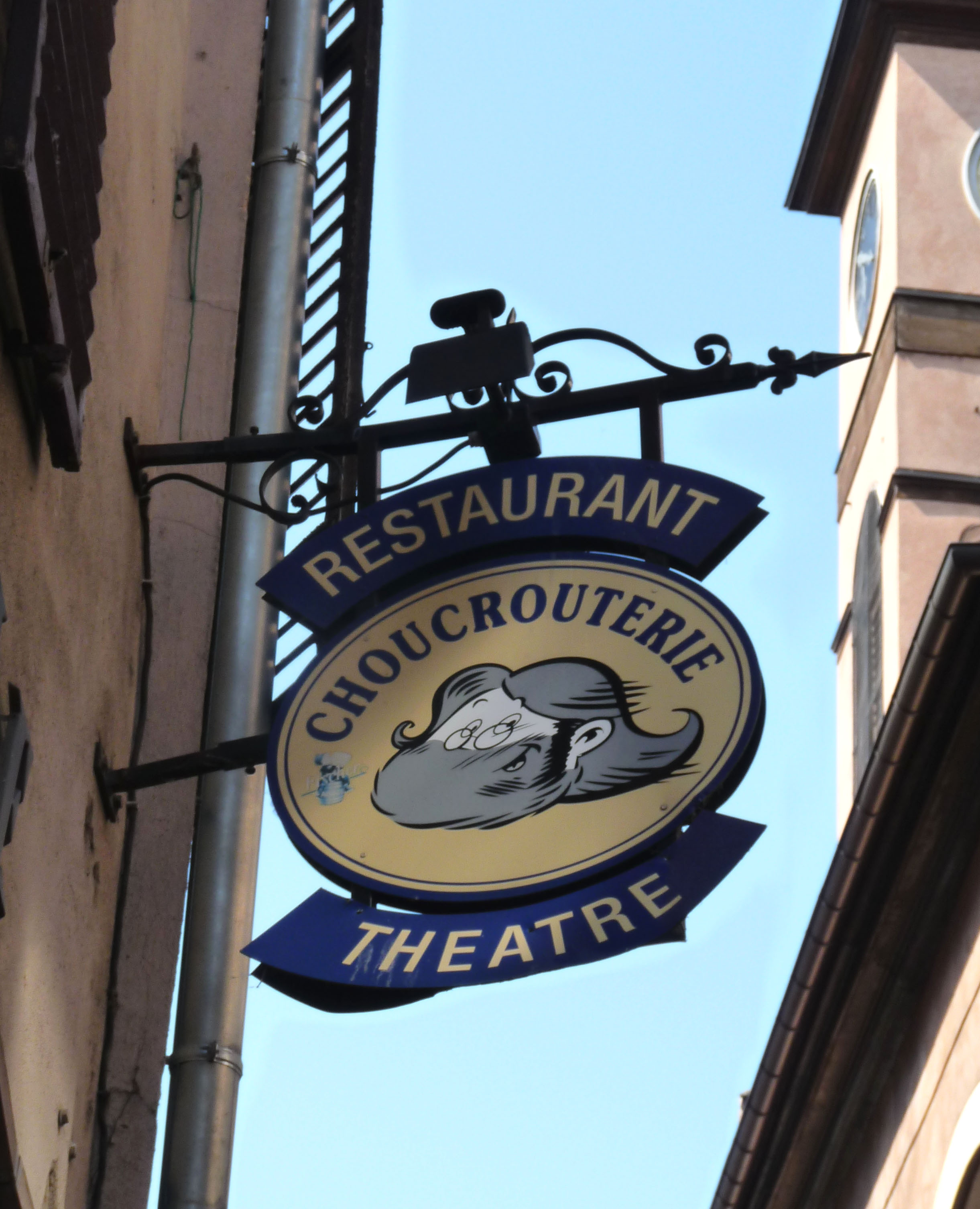
Théâtre de la Choucrouterie

Siffer nutzte den Leerstand einer bis in die 1980er Jahre produzierenden Sauerkrautfabrik in der rue Saint-Louis im Viertel Finkwiller am Rande der Altstadt von Straßburg, renovierte das Gebäude und nannte es nun Théâtre de la Choucrouterie, Sürkrüt-Theat'r oder auch kurz: la Chouc. Dort befinden sich neben zwei Bühnen auch ein Restaurantbetrieb (Sürkrüt-Stub) und die Künstleragentur Créations Nouvelles Alsace Culture (CNAC). Das Ensemble wechselt während einer Vorstellung von einer Bühne zur anderen, um jeweils auf Elsässisch oder Französisch zu unterhalten. Zu den bekanntesten Mitarbeitern des Ensembles gehören Jean-Pierre Albrecht, Cathy Bernecker, Cookie Dingler, Roland Kieffer und Huguette Dreikaus. Viele elsässische Nachwuchskünstler hatten hier ihren ersten großen Auftritt. Aus Respekt vor seinem Vorbild Muller verzichtete Siffer bis zu dessen Tode 1994 auf eigene Kabarettdarbietungen, mittlerweile (2023) hat Siffer seine 39. satirische Revue erstellt. Bei bis zu 180 Vorstellungen besuchen jährlich 21.000 Zuschauer das Kabarett. Zu seinen berühmtesten Gästen konnte das „Chouc“ Marcel Marceau, Claude Nougaro, Juliette Gréco und Jack Lang zählen.

### Bewahrer und Erneuerer elsässischer Kultur
Jeden Sommer geht sein Kabarett auf die „Tournée d'été“ (Sommertour) in die elsässischen Dörfer und Städte und bezieht dabei sein Publikum mit in seine Aufführungen ein – einschließlich der „maires“ (Bürgermeister). Beim alljährlichen Festival der Europäischen Kulturtagen 1998 führte das Ensemble um Roger Siffer Szenen und Lieder zur Badischen Revolution auf. Bei den Europäischen Kulturtagen 2002 nahm seine Revue die Differenzen und Gemeinsamkeiten im vereinten Europa aufs Korn.
Berühmt geworden ist sein in Frankreich populäres Chanson von Mademoiselle „Anne-Marie“, das irrtümlich für ein Volkslied gehalten wird, tatsächlich aber aus seiner Feder stammt. Nach Aussage von Siffer sind Elsässer nicht sehr gut in Frankreich angesehen, da ihre Kultur deutsche Einflüsse aufweise. Deutsche Musik sei nach den Leiden des Zweiten Weltkrieges immer noch strikt verpönt bei den Franzosen. Als einmal Siffer in Paris in elsässischer Sprache gesungen hatte, protestierte das Publikum, das keine Lieder von den „Boches“ hören wollte. Heute gilt Siffer in seiner Heimat als „Galionsfigur der elsässischen Identität“. 2025 wurde ihm die Brezel d'or (Goldene Brezel) vom Institut des arts et traditions populaires d’Alsace (Institut der populären Künste und Traditionen des Elsass) verliehen, eine Auszeichnung für Persönlichkeiten, die die Elsässer Kultur gefördert haben.
Roger Siffer ist seit 2015 mit der aus Kiel stammenden Kabarettistin Susanne Mayer (* 1946) verheiratet, mit der er bereits lange Jahre liiert war. Das Paar hat drei Kinder und sechs Enkelkinder.

## Diskografie (Auswahl)
- Krambol. Eine Hommage an Jean Hans Arp
- Les plus belles chansons des tournées d'été 2
- Les plus belles chansons des tournées d'été 1
- Papa Rhein. Sketche und Lieder. Eine Hommage an Europa. (Plakat: Tomi Ungerer)
- Klapperstei tournée d'été 99
- Summer Tournée d'été 98
- Danses Alsaciennes d'autrefois
- Blues Blos Müsik
- Em Remes sini Band
- Madam' la Republik
- 20 ans de chansons
- Liedle fer Kleini un grossi
- Langsam dummle
- Alsace à vendre
- Alsace au pluriel
- Mine G'sang
- Follig song

## Hörspiele
- 2014: Cristian Hussel: Tuber letalis; Regie: Wolfgang Rindfleisch (DKultur)

## Film
- Schönes Elsass – Fachwerk, Sauerkraut und Savoir vivre. Fernsehreportage und Gespräch mit Roger Siffer als Studiogast, Deutschland, 2008, 59 Min., Regie: Wolfram Kettner, Produktion: SWR, Reihe: Planet Wissen, Erstsendung: 12. März 2008 beim SWR